# (249521) Truth
(249521) Truth ist ein im mittleren Hauptgürtel gelegener Asteroid, der vom Wide-Field Infrared Survey Explorer (IAU-Code C51) am 6. April 2010 entdeckt wurde, einem unbemannten Weltraumteleskop der NASA, das im Januar 2010 den Betrieb aufnahm. Sichtungen des Asteroiden hatte es schon vorher im Januar 2000 unter der vorläufigen Bezeichnung 2000 AO199 im Rahmen des LONEOS-Projektes des Lowell-Observatoriums in Arizona gegeben sowie im Oktober 2008 (2008 TJ26) beim Mount Lemmon Survey, ebenfalls in Arizona.
Der mittlere Durchmesser des Asteroiden wurde mithilfe des Wide-Field Infrared Survey Explorers (WISE) grob mit 4,724 (±0,972) km berechnet, die Albedo mit 0,042 (±0,016). Es ist also bei (249521) Truth von einer sehr dunklen Oberfläche auszugehen. Die Sonnenumlaufbahn des Asteroiden ist mit einer Exzentrizität von 0,3030 stark elliptisch und mit mehr als 27° stark gegenüber der Ekliptik des Sonnensystems geneigt.
(249521) Truth wurde am 12. Juli 2014 auf Vorschlag eines Teams der Astrophysikerin Carrie Nugent nach der US-amerikanischen Abolitionistin und Frauenrechtlerin Sojourner Truth (1797–1883) benannt. Nach Sojourner Truth war schon 1994 ein Venuskrater auf der nördlichen Venushemisphäre benannt worden: Venuskrater Truth.